# Liuron (Droma)
Liuron de Droma (en francès Livron-sur-Drôme) és un municipi francès situat al departament de la Droma i a la regió d'Alvèrnia-Roine-Alps.